# Black Holes and Revelations
Black Holes and Revelations je v pořadí čtvrté album anglické hudební skupiny Muse. Kapela ohlásila nové LP v květnu 2006. Album bylo opět produkované Richem Costeym.

## Seznam skladeb
Texty a hudba od Matthewa Bellamyho, kromě těch kde je to zmíněno.
1. Take a Bow – 4:35
2. Starlight – 3:59
3. Supermassive Black Hole – 3:29
4. Map of the Problematique – 4:18
5. Soldier’s Poem – 2:03
6. Invincible – 5:00
7. Assassin – 3:31
8. Exo-Politics – 3:53
9. City of Delusion – 4:48
10. Hoodoo (Bellamy/Wolstenholme) – 3:43
11. Knights of Cydonia – 6:06